# Villa Menna
Villa Menna, precedentemente nota come Villa d'Amendola, è situata al Corso Garibaldi n°115 e si affaccia sul tratto storico del Miglio d'oro, un'importante direttrice costiera delle antiche paludi napoletane. 

## Storia
Costruita nel 1742 dall'architetto Muzio Nauclerio, essa sorge probabilmente su resti di edifici distrutti dall'eruzione del Vesuvio del 1697. 
La villa fu inizialmente di proprietà della famiglia d'Amendola, che vi ospitò più volte re Carlo di Borbone e la sua famiglia. Questa frequentazione è ricordata da una lapide situata nel vestibolo sinistro. L'area circostante, una palude, era ideale per le battute di caccia. Successivamente, negli anni 1770, divenne proprietà di Nicola Torre, che ne modificò la facciata e aggiunse un piano all'edificio.
Nicola Nocerino, nel suo testo del 1787 La reale villa di Portici illustrata, descrive la villa come dotata di un "magnifico e bizzarro" stile architettonico, con un frontespizio nobile e una galleria ornata da rilievi e stucchi dorati. Nel corso degli anni, Villa Menna passò di proprietà tra varie famiglie, inclusi i Cinque, i Carrione, i Ruffo e, infine, i Campanile, che la possedettero fino agli anni 1920.
Nonostante molte trasformazioni, la villa conserva la struttura originaria, basata su un impianto a doppia "L". Il giardino aveva un'architettura assiale che collegava la villa al mare attraverso vialetti e gradinate simmetriche.

## Descrizione
La villa presenta tre piani, con una facciata sobria rifatta nell'Ottocento e un pianterreno decorato in bugnato. Gli interni rivelano il loro carattere settecentesco, con motivi artistici e architettonici sorprendenti. Degno di nota è l'atrio, composto da un doppio vestibolo ornato con decorazioni in stucco e una volta centrale decorata da un rosone.
Il cortile interno, con pilastri ottagonali e una balconata sostenuta da archi, è un altro elemento distintivo. Nel giardino, oggi scomparso, un lungo viale conduceva alla spiaggia, arricchito da statue e aiuole.
Oggi, l’area del giardino è stata trasformata in un parco privato e il sito originale ha subito numerose alterazioni.